# Raphael Möllers
Raphael Möllers (* 9. Oktober 1985 in Münster) ist ein deutscher Volleyballspieler.

## Karriere
Möllers spielte bis 2005 beim Bundesligisten evivo Düren. Seit 2008 war der Außenangreifer in seiner Heimatstadt beim TSC Münster-Gievenbeck in der Regionalliga aktiv. In der Saison 2010/11 spielte er für die A!B!C Titans Berg. Land und stieg mit ihnen am Saisonende aus der Bundesliga ab. Möllers wechselte anschließend zum Neu-Zweitligisten TSG Solingen Volleys. Solingen hatte die Zweitliga-Lizenz vom Vizemeister Bayer Leverkusen übernommen. Als die RWE Volleys Bottrop Ende 2011 neue Spieler suchten, verpflichteten sie Möllers als Universalspieler.
Zum Saisonende verließ er die RWE Volleys und wechselte zum finnischen Erstligisten Lentopalloseura Etta Oulu. 2013 kehrte Möllers zurück in die deutsche Bundesliga zum VC Dresden. Nach nur einer Saison ging er erneut nach Finnland zu Lakkapää Rovaniemi. Nach zweijähriger Pause schloss Möllers sich 2019 dem SV Lindow-Gransee II in der Regionalliga Nordost an.